# Сафонова, Серафима Карповна
Серафима Карповна Сафонова (1922 — 2006) — советская учительница, Герой Социалистического Труда (1968).

## Биография
Родилась 12 декабря 1922 года в селе Чеботовка (ныне — Тарасовский район Ростовской области). С 1931 года жила на руднике Сорокино (ныне — в черте Краснодона). Училась в краснодонской школе № 1 вместе с будущими молодогвардейцами Иваном Земнуховым и Ольгой Иванцовой. Пережила немецкую оккупацию. В 1946 году она экстерном окончила Каменское педагогическое училище. Всю жизнь работала учительницей начальных классов в Краснодонской школе № 1.
Указом Президиума Верховного Совета СССР от 1 июля 1968 года за «большие заслуги в деле обучения и коммунистического воспитания» Серафима Сафонова была удостоена звания Героя Социалистического Труда с вручением ордена Ленина и медали «Серп и Молот».
Избиралась депутатом Луганского облсовета, была в нём председателем комиссии по вопросам образования.
Была, также, награждена рядом медалей и почётных знаков.
Умерла 8 января 2006 года в Краснодоне, похоронена на городском кладбище.

## Награды, звания
- 1966 — присвоено звание Заслуженный учитель школы Украинской ССР
- 1967 — Почётный гражданин Краснодона
- 1968 — Герой Социалистического труда
- 1968 — Орден Ленина
- 1968 — Медаль Серп и Молот.